# 夏培度
夏培度（1944年2月—），重庆江津人，汉族，中华人民共和国政治人物、第十一届全国政协委员。
加入中国国民党革命委员会，担任十一届全国政协常务委员、民革中央常委、重庆市委主委。2008年，当选第十一届全国政协常务委员，代表中国国民党革命委员会，分入第四组。

## 家庭
父亲：夏仲實